# Zakes Mda
Zakes Mda (* 6. Oktober 1948 in Herschel, Kapprovinz; eigentlich Zanemvula Kizito Gatyeni Mda) ist ein südafrikanischer Autor und Dramatiker.

## Leben

### Kindheit und Ausbildung
Mda ist der Sohn des Anti-Apartheidsaktivisten sowie Mitbegründers und Präsidenten der ANC Youth League, Ashby Peter Solomzi Mda. Seine Mutter Nompumelelo Rose Mda war Krankenschwester. Sein voller Name lautet Zanemvula Kizito Gatyeni Mda. Das bedeutet in seiner Muttersprache isiXhosa so viel wie „Der mit dem Regen kam“ oder „Der Regenbringer“. Den größten Teil seiner Kindheit und Jugend verbrachte er in Soweto bei Johannesburg. Mit 13 Jahren veröffentlichte er seine erste Kurzgeschichte in isiXhosa. Nach der Inhaftierung seines Vaters musste die Familie in den 1960er Jahren Südafrika verlassen. In  Lesotho besuchte Zakes Mda die Peka High School in Peka und arbeitete als Bankangestellter.

### Beruflicher Werdegang
Im Jahr 1983 emigrierte Mda aus politischen Gründen in die USA. An der Ohio University studierte er Theaterwissenschaften und Massenkommunikation und schloss diese Studien mit einem M.A.-Abschluss ab. Nach der Rückkehr nach Lesotho war er von 1985 bis 1992 unter anderem bei der dortigen Fernsehstation und als Englisch-Dozent an der National University of Lesotho tätig. Dort leitete er das Theatre-For-Development Project. In dieser Zeit gründete und leitete er auch das Marotholi Travelling Theatre, in dem Studenten vor Dorfbewohners auftraten, um sie zur Selbsthilfe anzuregen. 1990 promovierte er über seine Theatertätigkeit in Lesotho an der Universität Kapstadt. 1991 erhielt er eine Professur am Fachbereich Englisch an der National University of Lesotho. Von 1991 bis 1994 lehrte er als Dozent an verschiedenen Universitäten in den USA. 1995 kehrte er nach Südafrika zurück und arbeitete zunächst als Professor für Drama an der University of the Witwatersrand. Seither ist er als freier Autor tätig.
Mda trug in den 1970er und 1980er Jahren wesentlich zur Entwicklung des südafrikanischen Theaters bei, und zwar als Wissenschaftler wie als Autor von Stücken. Erst in den 1990er Jahren wandte Mda sich mehr und mehr der Romanform zu. Neben dem Schreiben ist er auch als Dramaturg am Market Theatre in Johannesburg und als Maler, Komponist und Filmemacher tätig und leitet den Southern African Multimedia AIDS Trust in Sophiatown, Johannesburg. Er pendelt zwischen Johannesburg und Ohio, wo er einen Lehrauftrag als Dozent hat.

## Auszeichnungen
- 1978: Amstel Playwright of the Year Award für We Shall Sing for the Fatherland
- 1979: Amstel Merit Award für The Hill
- 1984: Christina Crawford Award of American Theatre Association für The Road
- 1996: Olive Schreiner Prize for Drama für The Nun’s Romantic Story
- 1997: Olive Schreiner Prize und M-Net Book Prize für Ways of Dying
- 2001: Commonwealth Writer's Prize (Region Afrika) für The Heart of Redness
- 2001: Sunday Times Fiction Award für The Heart of Redness
- 2003: Hurston/Wright Legacy Award für The Heart of Redness.
- 2014: Order of Ikhamanga in Silber[3]
- 2017: Barry Ronge Fiction Prize für Little Suns

## Werke (Auswahl)
- Dark voices ring. In: Sketch (Theatermagazin). Johannesburg 1979.
- Alpheus Mosenye (Hrsg.): Bits of debris. The poetry of Zakes Mda. Thapama Books, Maseru, Lesotho 1986.
- When people play people. Development communication through theatre. Zed Books, London 1993, ISBN 1-85649-200-1 (zugleich Dissertation 1993).
- We shall sing for the fatherland & other plays. Ravan Press, Johannesburg 1993, ISBN 0-86975-441-6.
- Broken dreams. 1995.
- She plays with the darkness. A novel. Vivlia Publications, Florida Hills, Fl. 1995, ISBN 1-874-86891-3.
- The nun’s romantic story. Tragedy. 1996.
- Dankie auntie. A play for children. 1997.
- Let us play. Tragedy. Vivlia Publications, Florida Hills, Fl. 1998, ISBN 1-86867-126-7.
- Melville 67. A novella for youth. 1998.
- Fools, bells and the habit of eating. Satires. University Press, Johannesburg 2002, ISBN 1-86814-377-5 (Inhalt: The mother of all eating. - You fool, how can the sky fall? - The bells of Amersfoort).
- The heart of redness. A novel. Picador Books, New York 2002, ISBN 0-312-42174-5.
- Ways of dying. A novel. Picador Books, New York 2002, ISBN 0-312-42091-9.
- The madonna of excelsior. Roman.
  - Die Madonna von Excelsior. Dt. von Peter Torberg. Unionsverlag, Zürich 2005, ISBN 978-3-293-00348-4.
- The whale caller. Roman.
  - Der Walrufer. Dt. von Peter Torberg. Unionsverlag, Zürich 2006, ISBN 3-293-00364-8.
- Sometimes there is a void. Memoirs of an outsider. Macmillan, 2012, ISBN 978-1429949934 (Autobiografie).
- The Zulus of New York. Penguin, 2019, ISBN 978-14-1521015-4.